# تمساح مورله
تمساح مورله (الاسم العلمي: Crocodylus moreletii) هو نوع من الزواحف يتبع جنس التمساح من فصيلة التماسيح.